# 上腕骨骨折
上腕骨骨折（じょうわんこつこっせつ、英: Humerus fracture）は、腕の上部にある上腕骨の骨折である。症状には、痛み、腫れ、痣などがあげられる。腕を動かす能力の低下や肘を持って腕を支える状態がみられる。合併症には、動脈や神経の損傷、コンパートメント症候群などがあげられる。
上腕骨骨折の原因は通常、転倒などの身体的外傷である。その他の原因には、骨のがんなどがあげられる。上腕骨骨折の種類には、上腕骨近位部骨折、上腕骨骨幹部骨折、上腕骨遠位部骨折がある。診断は一般的にX線で確定される。近位部骨折の場合、詳細を調べるのにCTスキャンが用いられる場合がある。
治療の選択肢には、三角巾、副木、固定具、手術などがあげられる。折れた部分が正しい位置で合わさっている場合の近位部骨折の治療は、つり包帯で十分な場合がほとんどである。骨幹部骨折の治療には、手術ではなく固定具が用いられることが多い。外科的選択肢には、観血的整復内固定、悲観血的整復経皮的固定、髄内釘固定などがあげられる。この他の外科的選択肢には関節置換術がある。近位部骨折と骨幹部骨折の場合は一般的に転帰良好であるが、遠位部骨折の場合は転帰良好でない可能性がある。骨折の約４％は上腕骨骨折である。